# Amelia Jones
Amelia Jones, nascida em 14 de julho de 1961, Durham, Carolina do Norte, é uma historiadora da arte, teórica, crítica, curadora e professora norte-americana. Sua obra é reconhecida por integrar perspectivas feministas, queer e pós-estruturalistas na análise da arte contemporânea, com ênfase em performance, corpo, identidade e política visual. Atualmente, é Professora Robert A. Day e Vice-Decana de Pesquisa na Roski School of Art and Design da University of Southern California (USC), além de atuar como curadora e autora de referência em estudos de gênero e arte.

## Formação e vida pessoal
Amelia Jones nasceu em 14 de julho de 1961, na cidade de Durham, Carolina do Norte, nos Estados Unidos, filha do psicólogo social Edward E. Jones, professor da Universidade de Princeton conhecido por seus estudos sobre cognição social, e de Virginia Sweetnam Jones. A convivência com um ambiente familiar marcado por intenso rigor intelectual e engajamento acadêmico contribuiu para a formação de seu pensamento crítico, sensível às estruturas de poder que organizam a produção e a recepção do conhecimento artístico.
Jones iniciou sua formação superior na Universidade Harvard, onde obteve o título de Bachelor of Arts (A.B.) emHistória da Arte, graduando-se magna cum laude em 1983. Durante sua passagem por Harvard, teve contato com debates estéticos modernos e contemporâneos, além de uma sólida base em história da arte europeia e norte-americana, contexto no qual começou a se interessar pelas questões de gênero e representação que marcariam sua trajetória intelectual.
Em seguida, concluiu o mestrado em História da Arte pela Universidade da Pensilvânia em 1987, com um projeto centrado na arte do início do século XX, particularmente na obra de Marcel Duchamp. Esse objeto de estudo, que desafiava categorias tradicionais de autoria, gênero e identidade, tornou-se um eixo constante em suas investigações posteriores. Sua formação foi fortemente influenciada pelo pensamento pós-estruturalista, pelas teorias feministas e pelo legado do Dadaísmo, especialmente em sua vertente nova-iorquina.
Seu doutorado, concluído em 1991 pela Universidade da Califórnia, Los Angeles (UCLA), foi orientado por estudiosos ligados aos Estudos Culturais e às abordagens pós-modernas da história da arte. Sua tese de doutorado resultaria na publicação de Postmodernism and the En-Gendering of Marcel Duchamp (1994), na qual analisa criticamente o papel do gênero na construção da subjetividade artística e na historiografia da arte moderna.
Ao longo de sua vida pessoal, Amelia Jones manteve relações conjugais que também dialogaram com seus interesses intelectuais. Foi casada com o editor de cinema Anthony Sherin entre 1987 e 2005, com quem teve dois filhos, Evan e Vita. Em 2007, casou-se com o artista e professor Paul Donald, parceiro também em projetos curatoriais e teóricos voltados às interseções entre arte, corpo e política. Em entrevistas e textos autobiográficos, Jones frequentemente menciona como sua vivência familiar e suas experiências afetivas alimentam sua prática teórica, marcadamente comprometida com o feminismo interseccional, o ativismo queer e a crítica das normatividades institucionais.

## Carreira acadêmica e curatorial
A trajetória acadêmica de Amelia Jones é marcada pela consolidação de uma abordagem crítica interdisciplinar, que funde teoria feminista, filosofia continental, crítica institucional e história da arte contemporânea. Desde os anos 1990, ela tem desempenhado um papel central no debate sobre o cânone da história da arte ocidental, questionando as exclusões sistemáticas de artistas mulheres, pessoas LGBTQIA+ e artistas racializados.
Sua primeira nomeação significativa ocorreu na Universidade do Texas em Austin, onde atuou como professora no Departamento de Arte e História da Arte e colaboradora do Center for Women's and Gender Studies. Ainda nessa fase inicial, consolidou sua autoridade como pesquisadora do dadaísmo, das práticas performativas e das epistemologias feministas na arte moderna e contemporânea.
Jones também lecionou na Universidade de Manchester, no Reino Unido, onde ocupou a prestigiada cátedra Pilkington em História da Arte Moderna e Contemporânea. Nesse período, aproximou-se dos debates europeus sobre performance e identidades culturais, mantendo um diálogo produtivo com pesquisadoras como Griselda Pollock e Laura Mulvey. Foi nesse contexto que publicou Body Art/Performing the Subject (1998), obra seminal na qual defende a performance como categoria epistemológica e crítica, com ênfase na constituição do sujeito através do corpo e da encenação.
Nos anos 2000, Jones tornou-se professora e curadora na McGill University, em Montreal, Canadá, contribuindo para o fortalecimento da crítica pós-colonial e queer no campo da história da arte. Posteriormente, ingressou na Universidade da Califórnia, Riverside, onde dirigiu o Departamento de História da Arte e organizou simpósios de ampla repercussão sobre identidade, subjetividade e agência visual. Desde 2014, atua como professora e vice-reitora associada na University of Southern California (USC), onde ocupa a cátedra Robert A. Day Professor in Art and Design na Roski School of Art and Design.
Paralelamente à sua produção teórica, Amelia Jones desenvolveu uma relevante atuação curatorial. Em 2001, foi curadora da exposição The Politics of Difference: Artists Explore Issues of Identity, realizada no Art Center College of Design em Pasadena, Califórnia, que reuniu obras de artistas como Catherine Opie, Faith Ringgold e Glenn Ligon. Em 2005, cocurou a mostra Sexual Politics: Judy Chicago's Dinner Party in Feminist Art History, no Hammer Museum, que articulava um comentário crítico ao legado de The Dinner Party (1974–79) e às genealogias feministas na arte dos EUA.
Além dessas experiências, Jones tem atuado como consultora e conferencista convidada em instituições de prestígio, como o Museum of Modern Art (MoMA), o Centre Pompidou, o Getty Research Institute e o Museo Reina Sofía. Sua perspectiva crítica interseccional tornou-se referência internacional, especialmente no campo dos estudos visuais e da arte performativa, onde sua defesa do corpo como locus de resistência e de saber tem influenciado toda uma geração de pesquisadoras e artistas.

## Contribuições teóricas

### Feminismo, corpo e performance
A produção intelectual de Amelia Jones está intrinsecamente vinculada aos debates feministas contemporâneos, especialmente no que diz respeito às noções de corpo, subjetividade e agência visual. Para Jones, o corpo não é apenas uma superfície representada na arte, mas um campo de disputa epistêmica e política, no qual se manifestam as tensões de gênero, sexualidade e identidade racial. Sua abordagem se alinha às críticas pós-estruturalistas que desmontam os regimes de visibilidade centrados no sujeito branco, masculino e heterossexual.
Em Body Art/Performing the Subject (1998), Jones propõe um modelo de análise no qual a performance e a arte corporal são compreendidas como práticas que desestabilizam a ideia de um sujeito autônomo e universal. Ao invés disso, ela defende que o corpo performativo é um meio de interrogar as normas culturais que moldam as identidades sociais, propondo a arte como local de resistência e reconfiguração subjetiva. Inspirada por Judith Butler e seu conceito de performatividade de gênero, Jones argumenta que o corpo não é expressão de uma essência, mas resultado de repetições reguladas, sempre abertas à subversão.
A crítica feminista de Jones articula ainda um diálogo direto com artistas mulheres que utilizaram o próprio corpo como instrumento crítico. Ao estudar obras de Hannah Wilke, Carolee Schneemann, Ana Mendieta e Cindy Sherman, ela analisa como a autorrepresentação corporal pode tanto reiterar quanto desafiar os discursos patriarcais da arte ocidental. Em Seeing Differently: A History and Theory of Identification and the Visual Arts (2012), ela aprofunda essa perspectiva ao defender uma “história da arte encarnada”, que reconheça os afetos, as identificações e os traumas inscritos nos corpos das/os artistas e dos espectadores.
No artigo “The ‘Eternal Return’: Self-Portrait Photography as a Technology of Embodiment” (2002), publicado na Signs: Journal of Women in Culture and Society, Jones analisa o autorretrato fotográfico como uma estratégia através da qual sujeitos historicamente marginalizados — especialmente mulheres e artistas queer — recuperam agência simbólica frente ao olhar normativo da história da arte tradicional. Nessa leitura, o autorretrato não é apenas uma imagem do self, mas uma performance do self — instável, situada e politicamente implicada.
A crítica institucional que permeia seus escritos propõe ainda que o feminismo não deve apenas incluir mais artistas mulheres nas narrativas históricas, mas reconfigurar radicalmente os próprios métodos da história da arte. Para isso, Jones insiste na importância da interseccionalidade — termo cunhado por Kimberlé Crenshaw — como fundamento analítico capaz de captar as múltiplas camadas de opressão e visibilidade no campo artístico.
Sua reflexão também tem sido importante na legitimação da arte queer e trans como formas de crítica à normatividade corporal e de gênero. Em entrevistas recentes ao Artforum e à Los Angeles Review of Books, Jones afirmou que qualquer teoria feminista da arte relevante hoje precisa se articular com as epistemologias decoloniais, negras e trans. Essa posição a aproxima de pensadoras como Bell Hooks, Susan Stryker e Tina Campt, que também teorizam a imagem como campo de insurgência e reivindicação identitária.

### Identidade e política visual
A trajetória teórica de Amelia Jones está marcada por uma crítica sistemática aos paradigmas universais da história da arte, especialmente no que concerne à construção da identidade como categoria essencializada. Em sua obra, a identidade é compreendida não como substância fixa ou natural, mas como um processo discursivo, relacional e performativo, atravessado por relações de poder, raça, gênero, sexualidade e classe. Essa abordagem se articula com os aportes do pós-estruturalismo, da teoria queer e dos estudos culturais, aos quais Jones recorre para desmontar a pretensão de neutralidade das representações visuais hegemônicas.
Em Seeing Differently: A History and Theory of Identification and the Visual Arts (2012), Jones propõe o conceito de “identificação encarnada” (embodied identification), por meio do qual busca compreender como o olhar do espectador se envolve com a imagem em um nível afetivo, somático e político. O ato de ver, nesse contexto, é sempre situado, e jamais inocente: “Todo olhar é informado por um corpo que sente, deseja e é interpelado por estruturas sociais”, afirma a autora. Essa crítica a um suposto olhar universal se opõe frontalmente ao modelo clássico da história da arte canônica, que naturaliza a centralidade do sujeito masculino, branco e ocidental.
Sua leitura da arte contemporânea privilegia artistas que desestabilizam ativamente essas convenções normativas da representação identitária. Em sua análise de obras de Adrian Piper, Lorna Simpson, Isaac Julien e Glenn Ligon, Jones demonstra como a arte visual pode funcionar como arena de produção de subjetividades complexas e contestatórias. Esses artistas, para ela, não ilustram identidades fixas, mas performam identidades múltiplas, contraditórias e politicamente situadas.
A relação entre imagem e política também é um tema-chave em sua curadoria. A exposição Sexual Politics: Judy Chicago's Dinner Party in Feminist Art History, por ela organizada no Hammer Museum (1996), tornou-se um marco ao articular os debates sobre representação de gênero com críticas às exclusões estruturais do cânone artístico ocidental. Em entrevistas concedidas à Artforum e ao The Brooklyn Rail, Jones defende que toda política da imagem implica decisões sobre quem pode ser visto, como pode ser visto e em quais condições sociais esse ato de ver ocorre.
Jones também se debruça sobre a política visual da branquitude. Em ensaios como “The Racial Politics of Visual Identification” (2005), ela investiga os mecanismos pelos quais a branquitude opera como norma invisível nas representações artísticas e nos discursos críticos. A branquitude, segundo a autora, é “um ponto cego epistêmico”, cuja transparência ilusória precisa ser desnaturalizada para que se revelem suas implicações hierárquicas. Essa linha de análise a aproxima de pensadoras como Sara Ahmed, bell hooks e Kobena Mercer, com quem compartilha a crítica ao eurocentrismo e à neutralidade das narrativas artísticas dominantes.
Por meio de uma prática teórica transdisciplinar, Jones contribui para a formulação de uma história da arte interseccional e situada, na qual a política visual da identidade é vista como campo de disputa, reconfiguração e agência crítica. Como sintetiza em Otherwise: Imagining Queer Feminist Art Histories (2016), editado com Erin Silver, “repensar a identidade é repensar a história da arte em si mesma, em suas condições materiais, discursivas e corporais”.

## Obras selecionadas
- Postmodernism and the En-Gendering of Marcel Duchamp (1994)

- Sexual Politics: Judy Chicago's Dinner Party in Feminist Art History (1996)

- Body Art/Performing the Subject (1998)

- The Feminism and Visual Culture Reader (2003)

- Irrational Modernism: A Neurasthenic History of New York Dada (2004)

- Self/Image: Technology, Representation, and the Contemporary Subject (2006)

- Seeing Differently: A History and Theory of Identification and the Visual Arts (2012)

- Otherwise: Imagining Queer Feminist Art Histories (2016, coeditado com Erin Silver)

- Queer Communion: Ron Athey (2020, coeditado com Andy Campbell)

- In Between Subjects: A Critical Genealogy of Queer Performance (2021)

## Prêmios e reconhecimentos
Amelia Jones recebeu diversas distinções ao longo de sua carreira acadêmica e curatorial, refletindo sua influência nas áreas de teoria da arte, estudos feministas, performance e crítica institucional. Suas contribuições à reconfiguração do campo da história da arte contemporânea foram reconhecidas em âmbito internacional por instituições acadêmicas, culturais e editoriais.
- Guggenheim Fellowship (2000): Concedida pela John Simon Guggenheim Memorial Foundation, a bolsa reconheceu sua pesquisa sobre identidade e performance na arte contemporânea.[29]

- National Endowment for the Humanities (NEH) Fellowship (2000–2001): Financiou sua pesquisa sobre práticas performativas na arte dos Estados Unidos, enfatizando questões de corpo, política e subjetividade.[30]

- Fellow da American Council of Learned Societies (ACLS) (1994–1995): Apoio fundamental para a redação de Body Art/Performing the Subject.[31]

- Distinguished Feminist Award – College Art Association (CAA) (2015): Honraria concedida pelo conjunto de sua obra teórica e ativismo intelectual na promoção da justiça de gênero e sexualidade no campo das artes visuais.[32]

- Cátedra Pilkington – University of Manchester (2000–2005): Reconhecimento institucional britânico que destacou sua liderança nas áreas de arte contemporânea e crítica feminista.[33]

- Grierson Chair in Visual Culture – McGill University (2006–2013): Nomeação para uma das cátedras mais prestigiadas do Canadá, voltada à reflexão crítica sobre cultura visual e estudos de mídia.[34]

- Cátedra Robert A. Day – University of Southern California (USC) (desde 2014): Cargo de liderança acadêmica na USC Roski School of Art and Design, evidenciando sua relevância internacional como pesquisadora e formadora de novos estudiosos e curadores.[35]

- Palestrante Convidada – College Art Association Annual Conference (diversos anos): Proferiu conferências de abertura e palestras magnas nos principais congressos internacionais de arte e teoria feminista.[36]

- Editora convidada – Art Journal e Signs: Journal of Women in Culture and Society: Atuou como editora e parecerista em periódicos de prestígio na intersecção entre arte contemporânea e teoria crítica.[37]

- Inclusão no volume 50 Key Thinkers on the Body (Routledge): Destacada como uma das pensadoras fundamentais sobre o corpo na contemporaneidade, ao lado de Judith Butler, Michel Foucault e Donna Haraway.[38]